# UnionTech Operative System
UnionTech Operative System (también conocido como UnionTech OS o UOS) es una distribución GNU/Linux china desarrollada por UnionTech (Tongxin Software en China) basada en Deepin y comisionada por la República Popular China para sustituir a sistemas operativos extranjeros como Microsoft Windows. Por errores de traducción también es conocido como Unity Operative System o Unified Operative System.

## Desarrollo
Se están desarrollando tres versiones comerciales destinadas al mercado chino: una versión para ordenadores personales dirigida a usuarios domésticos (UOS Personal), otra para empresas (UOS Professional), y otra para servidores (UOS). Deepin se mantiene como la versión comunitaria y gratuita. La primera versión beta se publicó en diciembre de 2019 y puede ser descargada del sitio web oficial. La primera versión estable fue publicada el 14 de enero de 2020 solo para socios y desarrolladores. El 15 de mayo se publica UOS Personal Experience Edition, el 20 de julio de 2020 se lanza UOS Enterprise Edition (1020) para servidores y el 12 de agosto UOS Professional Edition (2021).

## Soporte
El objetivo principal de este sistema operativo es el mercado chino, con la intención de reemplazar a Microsoft Windows en el país en 2022.
Se ha planificado un soporte amplio, lo que implicará que se contemplarán plataformas como Loongson, Sunway o ARM.